# Lady Antebellum (album)
A Lady Antebellum az együttes elő lemeze, mely 2008-ban jelent meg. Számos kislemez is kiadtak, az első a "Love Don't Live Here" volt, mely a listákon az ötödik helyet érte el. Az igazi sikert az utolsó kislemez hozta a "I Run to You" 2009 januárjában, mivel a Hot Country Songs listán első helyezést kapott.

## Dalok
1. Love Don't Live Here (Dave Haywood, Charles Kelley) – 3:50
2. Lookin' for a Good Time (Haywood, Kelley, Scott, Keith Follesé) – 3:07
3. All We'd Ever Need (Haywood, Kelley, Scott) – 4:40
4. Long Gone (Victoria Shaw, Scott, K. Follesé, Adrienne Follesé) – 3:34
5. I Run to You (Haywood, Kelley, Scott, Tom Douglas) – 4:16
6. Love's Lookin' Good on You (Shaw, Jason Deere, Matt Lopez) – 3:21
7. Home Is Where the Heart Is (Haywood, Kelley, Scott, Shaw) – 3:45
8. Things People Say (Haywood, Kelley) – 3:50
9. Slow Down Sister (Haywood, Kelley, Shaw, Jason "Slim" Gambill) – 3:06
10. Can't Take My Eyes Off You (Haywood, Kelley, Scott) – 4:45
11. One Day You Will (Haywood, Kelley, Scott, Clay Mills) – 4:30
12. Emily – 3:59 (iTunes bónusz dal)

## A Billboard listákon
| Lista(2008-2009)                  | Helyezés |
| --------------------------------- | -------- |
| U.S. Billboard Top Country Albums | 1        |
| U.S. Billboard 200                | 4        |
| Canadian Top 50 Country Albums    | 3        |
| Canadian Albums Chart             | 30       |

## Munkatársak
- Dave Haywood – akusztikus gitár, elektromos gitár, mandolin, ének
- Charles Kelley – ének
- Hillary Scott – ének

### További munkatársak
- Bruce Bouton – dobro
- Chad Cromwell – dob
- Eric Darken – ütős hangszerek
- Larry Franklin – hegedű
- Jason "Slim" Gambill – elektromos gitár
- Rob McNelley – elektromos gitár, slide gitár
- Michael Rojas – szintetizátor, zongora, tangóharmonika, Hammond orgona
- Victoria Shaw – ének
- Brice Williams – dob
- Paul Worley – gitár
- Craig Young – basszusgitár

## Külső hivatkozások
- A hivatalos weboldalon
- Home Is Where The Heart Is videóklip
- Long Gone videóklip